# 핑거스타일

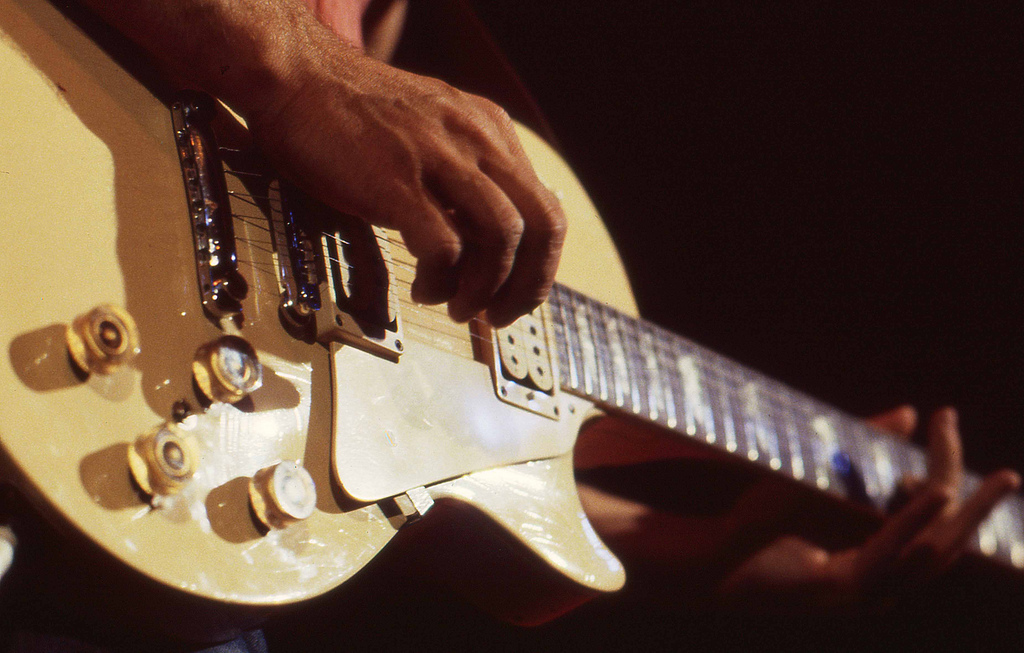
핑거스타일 기타

핑거스타일(Fingerstyle)은 손가락에 부착된 손가락 끝이나 손톱, 또는 피크로 직접 현을 뽑아서 기타를 치는 기술이다(보통 "피크"라고 불리는 단음절로 개별 음표를 뽑는 것이다). "핑거스타일"이라는 용어는 몇 가지 다른 장르와 음악 스타일에도 있지만, 대부분, 기타 치는 방식뿐만 아니라 완전히 다른 기법이 포함되어 있기 때문에, 특히 연주가에게 있어 "스타일"이라는 용어는 잘못된 명칭이다. 핑거피킹(fingerpicking)은 미국에서 포크, 블루스, 컨트리 기타 연주의 특정한 전통을 나타낼 수 있지만, 종종 핑거피킹과 동의어로 사용된다. "핑거스타일"과 "핑거피킹"이라는 용어는 밴조와 같은 유사한 현악기에도 적용되었다.

## 핑거스타일의 기교

### 슬랩
슬랩은 베이스를 연주할 때 많이 사용하는 테크닉으로, 엄지로 줄을 때리 듯 타격을 가해 통 통 튀는 소리를 바탕으로 특유의 리듬감을 표현하는 연주 테크닉이다.
슬랩은 요즘 많이 연주하는 슬램 (Slam)의 기본을 이루는 테크닉 중 하나 이기도 하다.

### 트레몰로
트레몰로 (Tremolo)는 p,i,m,a 또는 p,a,m,i의 차례를 빠르게 되풀이 하면서,
만돌린이나 실로폰을 연주하듯이 소리를 내는 연주법이다.
이 테크닉은 음이 고르게 될 수 있게 터치의 밸런스를 맞추는데 집중하여 연습하는 것이 중요하다.
음량과 톤을 최대한 맞추어 주면서, 처음에는 느린 속도로 천천히 연습하여야 한다.

### 라스게아도
라스게아도, 플라멩코 기타에서 주로 나오는 테크닉이다. 손가락을 순차적으로 펴면서 줄을 때리는 테크닉이다.
단순 스트로크와는 소리의 질감 차이가 크고, 스트로크보다 좀 더 효율적으로 리듬을 쪼개서 표현 할 수 있어서
플라멩코 기타 뿐만 아니라 핑거스타일 기타에서도 다양하게 나오는 테크닉이다.

### 코타시브
코타시브는 일본내에서는 '파치키', '데코핑' 등으로 불리고 '어택 뮤트 (Attack Mute),네일 어택(Nail Attack)’이라는 표현도 간간히 사용된다. 국내에서는 초창기 핑거스타일 카페 회원들이 '코타로 오시오가 하는 퍼커시브'를 줄여서 '코타시브'라는 용어를 만들었고, 이를 현재까지 사용하고 있다. 코타시브는 오시로 코타로가 기존에 없던 테크닉을 만든 것이 아니고,이미 다른 기타리스트들이 어택 뮤트 효과를 주기 위해 사용하던 테크닉을 수용하고 자기 것으로 발전시킨 것으로 이해하는 것이 좋다. 어택 뮤트는 말 그대로 기타줄을 탄현이 아닌 때리는 듯한 동작으로 강하게 튀어나오는 음과 퍼커시브,즉 타악기적인 소리를 동시에 내기 위한 테크닉이다. 핑거스타일 연주에서 흔히 얘기하는 '타격기'에 포함될 수 있는 테크닉이라 보는 게 좋다.

### 태핑
한 손으로 기타줄을 세게 눌러서 소리를 내는 주법으로 대표적으로 ‘Air Tap’,’Phunkdified’같은 곡에서 찾아볼 수 있다

### 하모닉스
하모닉스는 특정 프렛(4,5,7,9,12,17,19)에서 손가락을 줄 위에 올렸다 땠을 때 나는 배음을 이용한 주법으로, 종류는 내추럴 하모닉스(Natural Harmonics),인공 하모닉스(Artificial Harmonics),태핑 하모닉스(Tapping Harmonics:특정 프렛에서 줄을 때려서 배음을 내는 주법으로, 태핑과는 차이가 어느 정도 있다)

### 바디힛
말 그대로 기타 바디를 때려서 드럼 소리를 내는 주법이다.